# 서울 문묘
서울 문묘(文廟)는 대한민국 서울특별시 종로구에 있는 사당으로 유교를 집대성한 문성왕(文聖王)인 공자와 그의 제자 및 한국과 중국의 대유(大儒)의 위패를 모시고 봉향하는 건물이다. 문묘(文廟)는 정전인 대성전(大成殿)과 그 앞 마당 좌·우의 동무(東廡)와 서무(西廡), 그리고 삼문(三門, 神門)으로 구성되어 있다.
현재 문묘 대성전에는 공자(孔子)를 정위(正位)로 하여 대 성인(四大 聖人)인 안자·증자·자사·맹자를 배향하고, 공문 10철(孔門 十哲) 및 송조 6현(宋朝 六賢)과 우리나라 18현인(東方 十八賢)의 위패를 종사하고 있다.
문묘와 함께 있는 성균관(成均館)은 조선시대에 인재 양성을 위해 현 위치에 설치된 국가 최고 교육기관으로 국자감(國子監)·국학(國學)·태학(太學)·반궁(泮宮) 등으로도 불렸다. 성균관은 명륜당(明倫堂)과 동재(東齋)·서재(西齋)로 구성되었다.
성균관·문묘는 태조 7년(1398)에 창건되었으나 정종 2년(1400)에 화재로 소실되었다. 그 후 태종(1407)에 다시 지은 것이 임진왜란의 병화로 거의 대부분 소실되고 말았다. 전쟁이 끝난 후 성균관의 유생들이 전국적으로 자금을 모아 선조 34∼35년(1601∼1602)에 대성전을 중건하고, 36∼37년(1603∼1604)에 동무·서무·신문·중문을, 39년(1606)에는 명륜당과 동재·서재를 중건 확충하였다. 인조 4년(1626)에는 정록청(正錄廳)·존경각(尊經閣)·양현고(養賢庫) 등을 재건하였으며, 고종6년(1869)의 한 차례 보수를 거쳐 현재에 이르고 있다. 성균관·문묘를 구성하는 건물 중에서 보물로 지정된 건물은 대성전·명륜당·동무·서무·삼문 등 모두 5동이다.
서울 문묘 일원은 성균관대학교 교문을 들어서면 오른쪽에 일곽을 이루며 위치하고 있다. 조선시대에는 한성부 숭교방(崇敎坊)이었던 곳이다. 원래 입구에 반교(伴橋)가 있었으나 현존하지 않는다.
문묘 일원은 크게 남쪽의 대성전 일곽과 그 후편의 명륜당 일곽으로 나뉘었다. 대성전 일곽에는 공간제향(祭享)을 이루는 문묘시설의 건물군이 있고, 명륜당 일곽에는 시설교학(敎學)의 건물군들이 배치되어 있다.
문묘 일원에는 보물로 지정된 대성전(大成殿)·명륜당(明倫堂)·동무(東廡)·서무(西廡)·삼문(三門) 등 5동 건물을 제외하고, 서무 서북쪽으로 제기고와 제학당, 전사청과 숙수청이 각각 일곽을 형성하고 있고, 명륜당 남쪽 앞 마당 좌·우로 남북 방향으로 길게 배치되어 있는 동재(東齋)·서재(西齋), 동재 동편에 있는 진사식당, 그 북쪽의 창고, 명륜당 북동쪽으로 존경각(尊經閣)·육일각(六一閣)·정록청·서리청·향관청(享官廳) 등의 건물들이 있다. 명륜당의 서북쪽 담 밖으로는 비천당(丕闡堂)이 있으며, 그 뒤쪽에 계성사(啓聖祠)가 별도로 있었으나 지금은 없다.

## 역사
서울 문묘는 태조가 한양에 천도하여 경복궁을 비롯하여 종묘와 사직단의 영조 사업이 끝난 직후인 태조 4년(1395)에 문묘의 조영을 명하여 태조 6년에 착공 7년 만에 완공을 보았다. 이때에 만들어진 문묘는 공자를 봉사(奉祀)한 묘우(廟宇)를 높은 자리에 잡게 하고 종사(從祀)는 옆에 배치하고 학당(學堂)인 명륜당(明倫堂)을 중심으로 좌우에 협실(夾室)을 만들고 그밖의 청랑(廳廊)을 만들었는데 대소건물이 모두 96칸이었다.
태조 창건의 문묘는 건립된 지 얼마 되지 않은 정종 2년(1402)에 화재로 소실되어 태종 7년(1407)에 중건되었다. 태종 10년(1410) 9월 문묘에 묘정비(廟庭碑)를 세웠는데, 비문은 변계량(卞季良)이 지었다. 이 비문에 의하여 창건 당시 성균관·문묘 건축의 내용을 어느 정도 알 수 있다.
그 후, 성종 6년에서 성종 21년(1490)까지 진사식당ㆍ전사청ㆍ존경각 및 향관청의 건물과 비ㆍ비각ㆍ반수(泮水) 수축 공사 등의 정비작업이 계속되었으나 연산군 때에 문묘는 제 구실을 다하지 못하고 짐승을 기르는 장소로 또는 놀이터로 변했다. 이것을 중종 원년(1506)에서 6년까지 모두 정비하였으나 임진왜란으로 거의 모두 소실되었다.
선조 34년(1601)부터 39년 사이에 거의 원 모습으로 중건되고 영조 때까지 모든 시설이 거의 완비되었으며 고종 6년(1869) 대수리가 이루어져 오늘에 이르렀다. 조선 말기에 이르러 성균관·문묘는 개화 분위기에 밀려 제 기능을 제대로 발휘하지 못하게 된다. 1887년에는 성균관에 경학원(經學院)이 설치되고, 1894년 갑오경장 이후에는 성균관이 학무아문(學務衙門)의 성균관급상교서국(成均館及庠敎書局)으로 되어 교육기능을 상실하였으며, 이후 여러 번 학제가 바뀌면서 향사(享祀) 기능만 유지되고 있다.

## 배치
성균관·문묘의 배치는 크게 남쪽의 대성전 일곽과 그 후편의 명륜당 일곽으로 나뉘었다. 대성전 일곽에는 공간제향(祭享)을 이루는 문묘시설의 건물군이 있고, 명륜당 일곽에는 시설교학(敎學)의 건물군들이 배치되어 있다.
대성전이 있는 구역은 남향한 삼문(신문)을 들어서면 좌우에 동무·서무가 길게 남북방향으로 대칭을 이루면서 배치되고, 그 북쪽 중앙에 대성전이 있으며, 서무 북쪽으로 제기고(祭器庫)·잡사(雜舍) 등이 있고, 동무 북쪽으로는 동삼문(東三門)이 있어 외부로 통하게 되어 있다.
대성전은 남향을 하였다. 정면 5칸, 측면 4칸 규모로, 건물 전면의 한 칸은 퇴칸으로 개방되어 당(堂)을 이루고 있고, 그 뒤의 실(室)은 벽으로 둘러싸인 감실형(龕室形) 공간을 이룬 묘당건축(廟堂建築)의 전형을 보여주고 있는데, 벽 아래 부분에 돌아가면서 낮은 벽담이 둘러져 있다. 전면의 퇴칸에서 실(室)로 들어가는 문은 홀수 칸마다 3곳에 두 짝 판문을, 나머지 칸에는 살창을 달았다.
전체적으로 이중 기단으로 조성된 석계를 올라서면 다시 한 단의 낮은 장대석 기단을 설치하였다 기단 위에 전돌을 깔고 원형 초석을 놓은 다음, 그 위에 원기둥을 세웠으며, 공포는 내·외 2출목으로 짜인 다포계이다. 처마는 겹처마이고, 지붕은 팔작지붕을 하였으며, 지붕의 용마루와 추녀마루에는 양성을 하고, 용두와 잡상들을 장식하였다. 단청은 가칠단청으로 위엄있고 소박하여 유교의 성전임을 나타낸다.
현재 문묘 대성전에는 중앙에 정위(正位)에 공자를 모시고, 그 앞에 동쪽으로 안자(顔子)와 자사(子思)를 북에서 남으로 배열하여 서향하게 하고, 서쪽으로 증자(曾子)와 맹자(孟子)를 북에서 남으로 배열하여 동향하게 하였다. 그리고 그 동쪽 후열로 민손(閔損)·염옹(冉雍)·단목사(端木賜)·중유(仲由)·복상(卜商)·주돈이(周敦頤)·정이(程頤)·장재(張載)를 북에서 남으로 차례로 종사하여 서향하게 하였고, 서쪽 후열에는 염경(冉耕)·재여(宰予)·염구(冉求)·언언(言偃)·전손사(顓孫師)·정호(程顥)·소옹(邵雍)·주희(朱熹)를 마찬가지로 북에서 남으로 배열하여 동향하여 종사하게 하였다. 마지막으로, 동쪽 제일 후열에는 설총·안유(안향)·김굉필·조광조·이황·이이·김장생·김집·송준길을 북에서 남으로 차례로 종사하여 서향하게 하였고, 서쪽 제일 후열에는 최치원·정몽주·정여창·이언적·김인후·성혼·조헌·송시열·박세채 등을 같은 방법으로 동향하여 종사하였다.
대성전 기단 앞 마당 동쪽과 서쪽에는 각각 삼강목(三綱木)과 오륜목(五倫木)이라 이름한 향나무가 심겨 있는데, 이는 삼강오륜(三綱五倫)을 상징한다. 대성전 기단 아래에는 절개를 상징하는 대나무가 심겨져 있다.
대성전 정면 앞 마당 좌·우에 배치된 정면 11칸, 측면 1칸 반 규모의 동무와 서무는 앞의 퇴칸은 개방하였고, 신실(神室)의 내부는 전체가 트인 하나의 공간으로 처리했다. 납도리로 결구된 초익공계의 건물로 홑처마 맞배지붕이다. 건물은 장대석 기단 위에 세워지고 중앙칸 및 양협간에 2짝의 판문을 달아 출입하게 되어 있다.
동무와 서무에는 원래 10철을 제외한 공자의 72제자를 비롯하여 한(漢)·당(唐)·송(宋)·원대(元代)의 현인(賢人)과 한국의 18명현 등 112명의 위패를 종향(從享)하였으나, 광복 후 전국유림대회의 결의로 한국 명현 18인의 위패는 대성전에 모시고 나머지 94인의 위패는 묻었다.
신문은 남향을 하였고, 정면 3칸, 측면 2칸의 구성으로 중앙 기둥열 세 칸에 판문을 달아 출입할 수 있게 했다. 높은 장대석 기단 위에 초석을 놓고 그 위에 원기둥을 세우고 기둥 위에 초익공계의 공포를 짰으며, 처마는 홑처마이다. 지붕은 맞배지붕이며, 박공면에는 풍판을 달았고, 용마루와 내림마루는 양성을 하였고, 그 위에 취두ㆍ용두ㆍ잡상을 놓았다. 문 좌우에는 둘레담이 연속되어 싸여 대성전 일곽 제향공간을 구획하고 있다.
명륜당 구역은 대성전 일곽과 담으로 분리된 북쪽에 위치하였다. 명륜당은 남향을 하였고, 남쪽 앞 마당 좌·우로는 동재·서재가 길게 남북 방향으로 배치되었다.
명륜당은 성균관의 정당(正堂)으로 국학(國學)의 강당(講堂)으로 사용되었다. 건물은 본당과 이에 연결된 좌·우의 협실로 구성된 솟을건물이다. 본당은 맞배지붕을, 동·서 협실은 팔작지붕을 하였다. 본당은 정면 3칸, 측면 3칸의 이익공계 건물이고, 동·서 협실은 각각 정면 3칸, 측면 2칸의 초익공계 건물이다. 본당 바닥은 대청마루를 깔았고, 동·서 협실은 온돌방으로 되었다.

## 시설
《태학지(太學志)》에 기록된 문묘 시설로는 대성전(大成殿)·동무(東廡)·서무(西廡)·제기고(祭器庫)·비각(碑閣)·신문(神門)·동삼문(東三門)·동고(東庫)·동서협문(東西夾門)·수복청(守僕廳)·전사청(典祀廳)·포주(庖廚)·악기고(樂器庫)·차장고(遮帳庫)·악생고(樂生庫)·향관청(享官廳)·감찰제집사방(監察諸執事房)·수라각(水刺閣)·정문이 있고, 교학시설로는 명륜당(明倫堂)·동재(東齋)·서재(西齋)·대문(大門)·존경각(尊經閣)·비천당(丕闡堂)·일량재(一兩齋)·벽입재(闢入齋)·비천당(丕闡堂)·정록청(正錄廳)·식당(食堂)·양현고(養賢庫)·육일각(六一閣)·어서비각(御書碑閣)이 있다. 이중에서 보물로 지정된 건물과 현존하지 않는 건물을 제외한 기타 건물의 내용은 다음과 같다.
제기고는 대성전의 서남쪽 모퉁이에 있다. 북향하였으며 정면 6칸, 측면 2칸 규모의 건물이다. 기둥은 사각기둥이고, 벽체는 판장으로 처리하였으며, 민도리집이다.
비각은 대성전의 동남쪽 모퉁이에 있는데, 서향을 하였고, 사방 1칸이다. 태종 9년(1409)에 처음 묘정비를 세웠고, 중종 6년(1511)에 비각을 건립하고 중국의 제도를 참고하였다. 조선 초에 변계량(卞季良)이 왕명을 받들어 1410년에 글을 짓고 세웠는데, 임진왜란으로 훼손된 것을 인조 4년(1626)에 다시 변계량의 옛 글을 새기기로 하여 이정구(李廷龜)에게 비석의 음기(陰記)를 기술하게 하고 이홍주(李弘胄)에게 쓰게 하고 김상용(金尙容)으로 하여금 전(篆)을 쓰게 하여 다시 세웠다.
동삼문은 동무의 북쪽에 있으며, 동향으로 정면 3칸, 측면 1칸이다. 임금이 문묘에 들어가는 통로인 어로(御路)는 동삼문을 통하여 이루어지도록 하여, 공자의 위패를 모시고 남문에서 들어가는 신로(神路)와 구분하였다. 신로는 신문에서 대성전 앞 기단 서측 아래까지 나 있고, 어로는 동삼문에서 대성전 앞 기단 동측 아래까지 나 있다.
동고는 동삼문의 북쪽에 있으며, 정면 3칸이다. 동서 양쪽에 각각 협문이 있으며, 1칸이다.
수복청은 대성전 서쪽 담장 밖에 있는데, 남향이며 4칸이다.
전사청은 대성전의 서쪽에 있는데, 동향이며 6칸(정면 3칸, 측면 2칸)이다.
포주는 전사청의 북쪽에 있으며 6칸(정면 3칸, 측면 2칸)이다.
향관청은 대성전의 북쪽 밖, 정록청의 북쪽과 존경각의 동북쪽 사이의 땅에 있다. 건물 안에 향축(香祝)을 봉안하였으며, 좌우에는 헌관방(獻官房)이 있다. 남향을 하였으며 10칸(정면 4칸, 측면 2.5칸) 규모의 건물로 전면에 퇴를 구성하였다. 가운데 2칸은 향과 축문을 봉향하는 대청이고, 좌우의 방은 헌관청이다.
감찰제집사방은 향관청의 동·서 월랑으로 각각 6칸이다. 향관청 앞 중간 빈 땅을 평탄하게 하여 뜰을 만들고 담을 쌓아 밖을 둘렀으며 동·서·남으로 문을 만들어 출입을 하였는데, 지금은 문 하나만 있다. 동월랑은 동향을 하였고, 서월랑은 서향을 하였다.
동재는 동향이며 18칸이고, 서재는 서향이며 18칸인데, 각각 본채의 앞뒤에 반칸 퇴를 덧단 규모이다. 동재와 서재는 성균관 유생들의 기숙사였으며, 명륜당과 동시에 건축하였다.
대문은 동재의 남쪽에 있는데, 동향이며 2칸이다. 대문은 남쪽으로 동삼문에 연결되어 있다.
존경각은 명륜당의 북쪽에 있는데, 남향이며 6칸(정면 3칸, 측면 2칸)이다. 존경각은 성균관의 도서관으로, 성종 6년(1475년)에 건립되었다. 중종 9년(1514)에 화재로 불탔고, 선조 25년 임진왜란으로 또 불탔는데, 인조 4년(1626)에 중건을 하고, 영조 48년(1772)에 개축하였다.
비천당은 명륜당의 서북쪽에 있는데, 좌우에 협실이 있으며 남향으로 25칸(정면 5칸, 측면 5칸)이다. 6·25전쟁으로 소실되었는데, 1987년 12월부터 1988년 8월까지 공사를 하여 다시 복원되었다.
정록청은 명륜당의 동쪽에 있는데, 남향이며 8칸(정면 4칸, 측면 2칸)이다. 태조 5년(1398)에 낙성하여 임진왜란 때 불타버리고 인조 4년(1626)에 중건하였다.
식당은 명륜당의 동쪽에 있는데, 남향이며 'ㅁ'자형 평면의 총 33칸 규모이다. 주방 10칸, 기명고(器皿庫) 1칸, 창고 1칸, 문 1칸이 있다. 태조 7년(1398)에 완성하였으나 임진왜란 때 불타 인조 4년(1626)에 중건하였다.
육일각은 향관청의 서쪽에 있는데, 동향이며 3칸이다. 군자가 갖추어야 할 육례(六藝)중의 하나인 궁술(弓術)을 위해 궁노(弓弩)를 보관하던 곳으로 영조 19년(1743) 건립되었다.
이외에도 진사식당의 남쪽에는 왕이 성균관에 거동할 때 가마를 내려놓는 용도로 사용한 하연대(下輦臺)가 있고, 명륜당 앞 뜰에는 천연기념물로 지정된 은행나무 두 그루가 서있다. 문묘에 모신 공자를 비롯한 여러 스승에게 드리는 제례의식인 석전대제(釋奠大祭)는 매년 2월과 8월의 첫 정일(丁日)에 거행하고 있다. 문묘 제례는 조선 왕조의 길례(吉禮) 중에서 중사(中祀)에 속하였다.

### 대성전
서울 문묘대성전(文廟大成殿)은 문묘의 정전으로 공자의 위패(位牌)를 모신 곳이다. 이 시기에 많이 만들어진 대성전 중에서 건물의 규모나 구조 면에서 대표적인 건축물이다. 이 건물은 태조(太祖) 7년(1398)에 창건되었다가 2년 후에 소실되고 다시 중건했다가 임진왜란 때에 또 소실되어 선조(宣祖) 34년(1601년)에 재차 건립된 것이다.

## 문묘 종사 동방 18현인
| - 동배향 제1위 : 홍유후(弘儒侯) 설총 - 동배향 제2위 : 문성공(文成公) 안유 - 동배향 제3위 : 문경공(文敬公) 김굉필 - 동배향 제4위 : 문정공(文正公) 조광조 - 동배향 제5위 : 문순공(文純公) 이황 - 동배향 제6위 : 문성공(文成公) 이이 - 동배향 제7위 : 문원공(文元公) 김장생 - 동배향 제8위 : 문경공(文敬公) 김집 - 동배향 제9위 : 문정공(文正公) 송준길 | - 서배향 제1위 : 문창후(文昌侯) 최치원 - 서배향 제2위 : 문충공(文忠公) 정몽주 - 서배향 제3위 : 문헌공(文憲公) 정여창 - 서배향 제4위 : 문원공(文元公) 이언적 - 서배향 제5위 : 문정공(文正公) 김인후 - 서배향 제6위 : 문간공(文簡公) 성혼 - 서배향 제7위 : 문열공(文烈公) 조헌 - 서배향 제8위 : 문정공(文正公) 송시열 - 서배향 제9위 : 문순공(文純公) 박세채 |

## 같이 보기
- 문묘
- 동방 18현
- 한국의 유교
- 공자
- 아악
- 종묘
- 성균관
- 성균관대학교
- 베이징 공묘

## 참고자료
- 서울 문묘와 성균관 - 국가유산청 국가유산포털
- 서울 문묘 및 성균관<대성전ㆍ동무ㆍ서무ㆍ삼문ㆍ명륜당> - 국가유산청 국가유산포털

 본 문서에는 서울특별시에서 지식공유 프로젝트를 통해 퍼블릭 도메인으로 공개한 저작물을 기초로 작성된 내용이 포함되어 있습니다.